# Фоллерзоде
Фоллерзоде (нім. Vollersode) — громада в Німеччині, розташована в землі Нижня Саксонія. Входить до складу району Остергольц. Складова частина об'єднання громад Гамберген.
Площа — 46,37 км2. Населення становить 2947 ос. (станом на 31 грудня 2021).

## Галерея

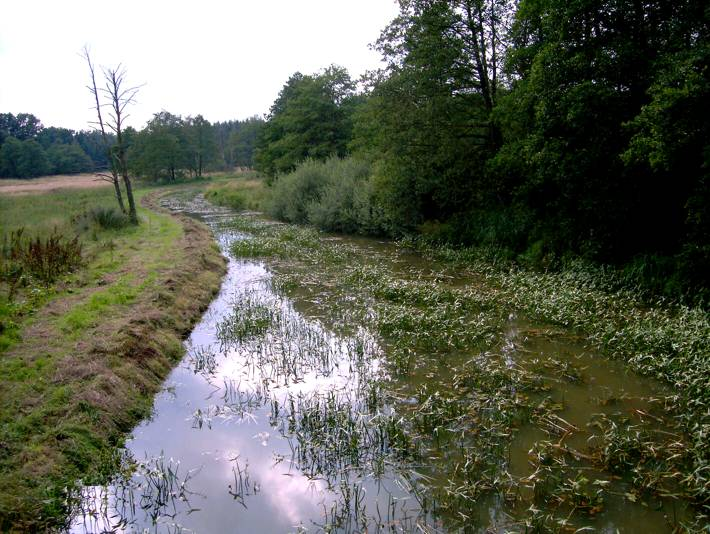
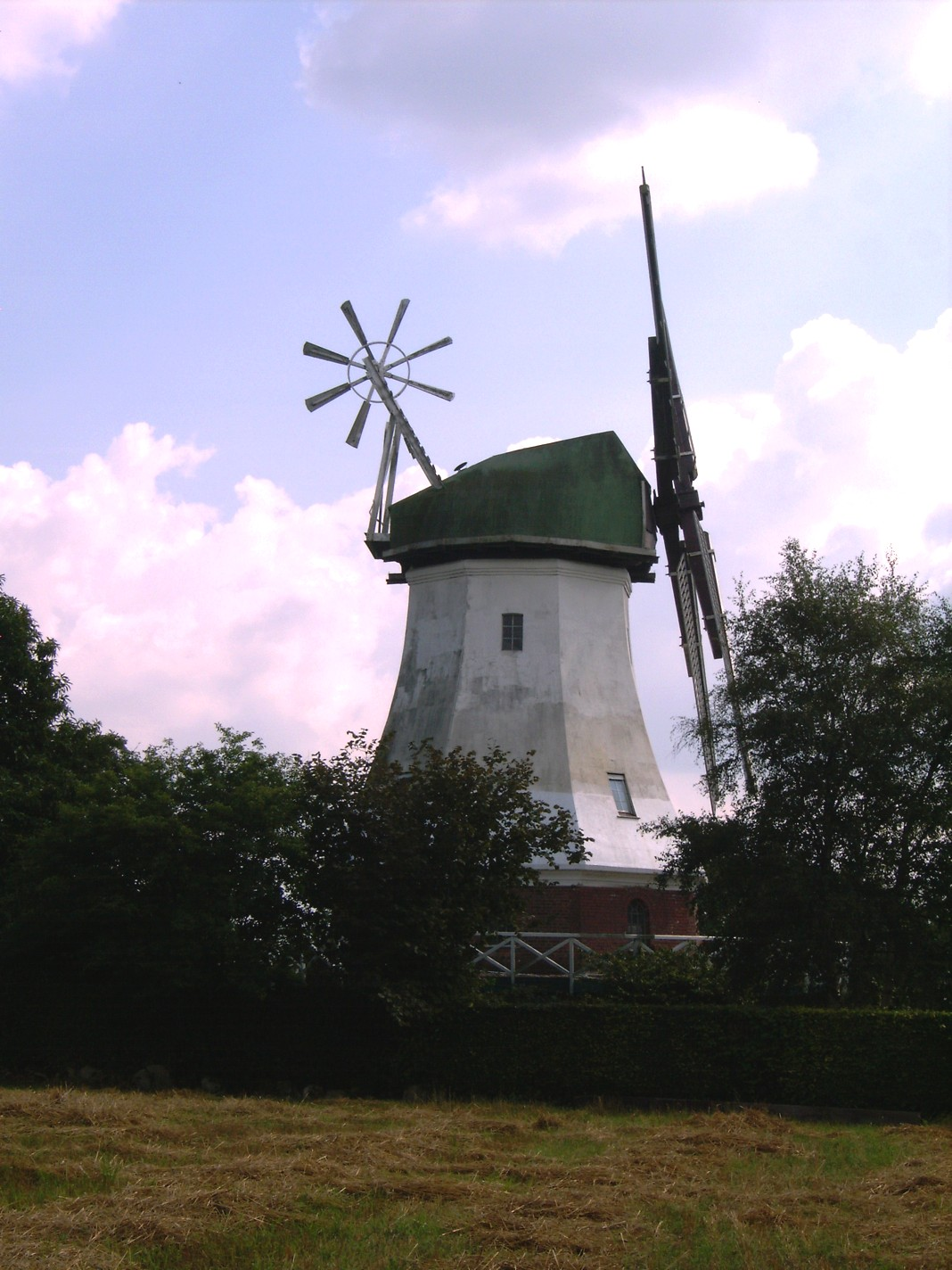